# Тапті
Річка Тапті (або Тапі) — річка в центральній Індії, розташована на південь від річки Нармада, яка тече на захід перед тим, як впасти в Аравійське море. Річка має довжину близько 724 км і протікає через штати Махараштра, Гуджарат і Мадх'я-Прадеш. Вона протікає через Сурат і перетинається портом Магдалла.

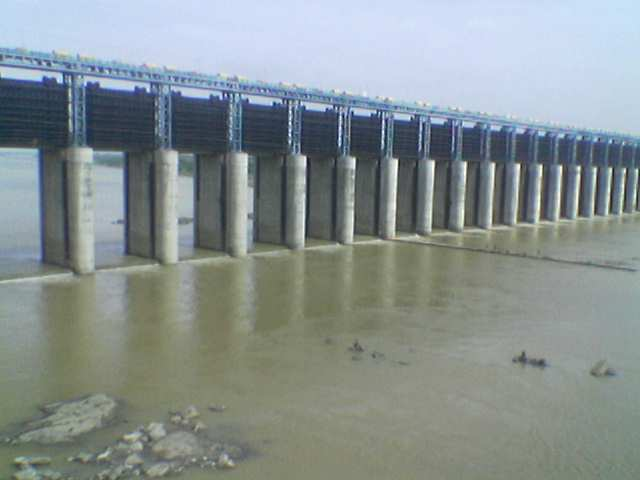
Пракаша Бараж на річці Тапті, у Пракаші

7 серпня 1968 року, перед будівництвом греблі Укай, і намаганнями взяти її води під контроль і забезпечити стабільне постачання гідроелектроенергії, річка Тапті вийшла з берегів під час сильних дощів у сезон мусонів. Понад 1000 людей потонули під час повені, а місто Сурат на кілька днів занурилось під 10 футів води. Після того, як паводкові води зійшли, щонайменше 1000 людей померли в Гуджараті під час епідемії холери через забруднення питної води. Басейн ріки охоплює частини Мадх'я-Прадеш, Гуджарат і Махараштра.

## Географія
Річка Тапті бере початок у Мультаї, штат Мадх'я-Прадеш, і має загальну довжину близько 724 км. Це друга за величиною річка в Індії, що тече на захід, після річки Нармада. Тапті рухається зі сходу на захід і протікає через індійські штати Махараштра, Гуджарат і Мадх'я-Прадеш. Вона впадає в Камбейську затоку, в Аравійське море, в Гуджараті. Річка Тапті має 14 великих приток, чотири правобережні та десять лівобережних. Правобережні притоки беруть початок у хребтах Сатпура і включають Вакі, Анер, Арунаваті та Гомай. Лівобережні притоки включають Несу, Амраваті, Бурай, Панджхара, Борі, Гірна, Вагур, Пурна, Мона і Сіпна. Вони беруть початок на пагорбах Ґавілгарх, пагорбах Аджанта, Західних Гатах і Сатмалах.

## Етимологія
Вважається, що річка названа на честь богині Тапаті, дочки Сур'ї, бога Сонця та Чхаї. Тапаті є сестрою Шані, Бхадри, Ямуни та Ями.

## Галерея

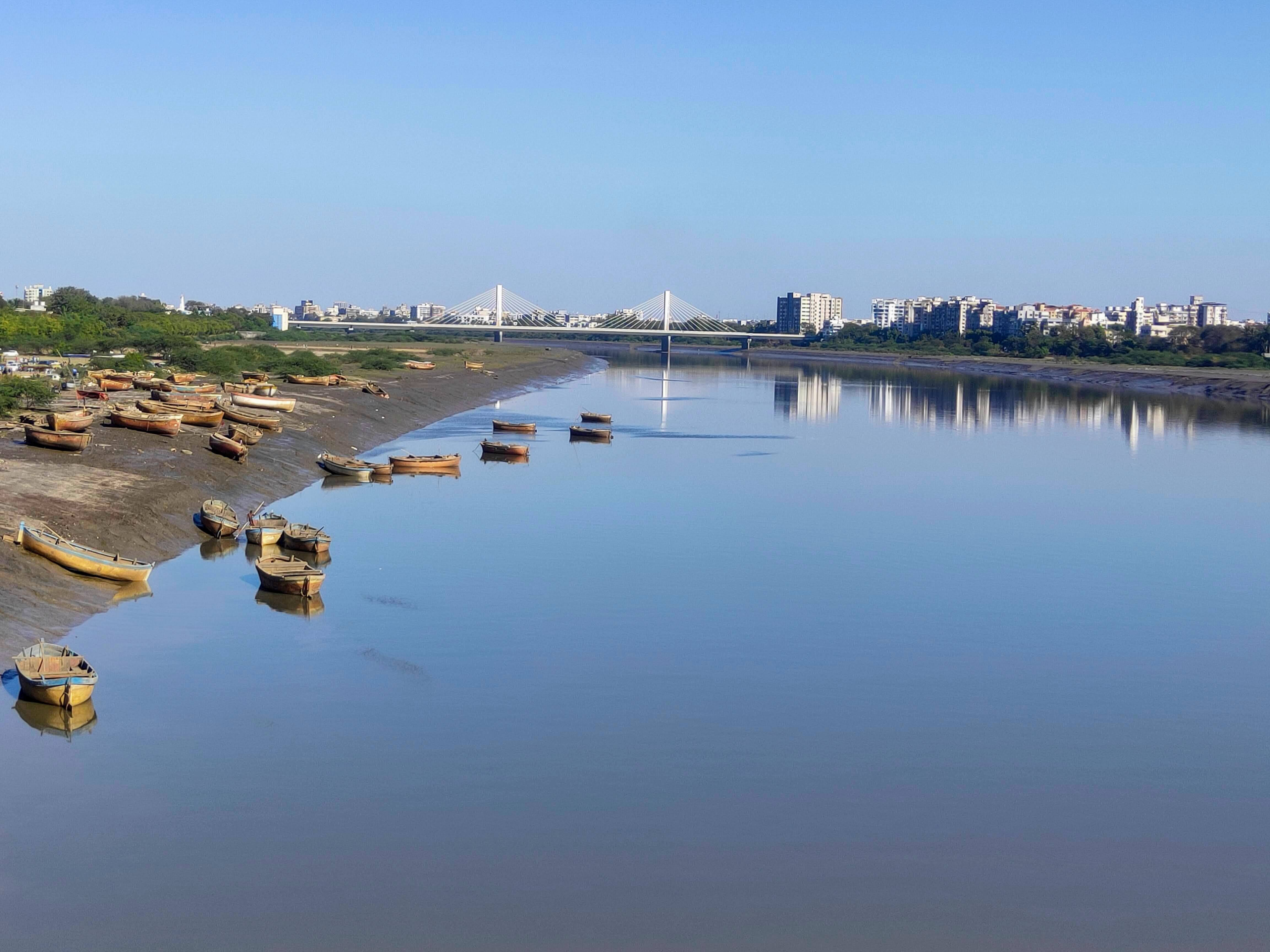
Вантовий міст
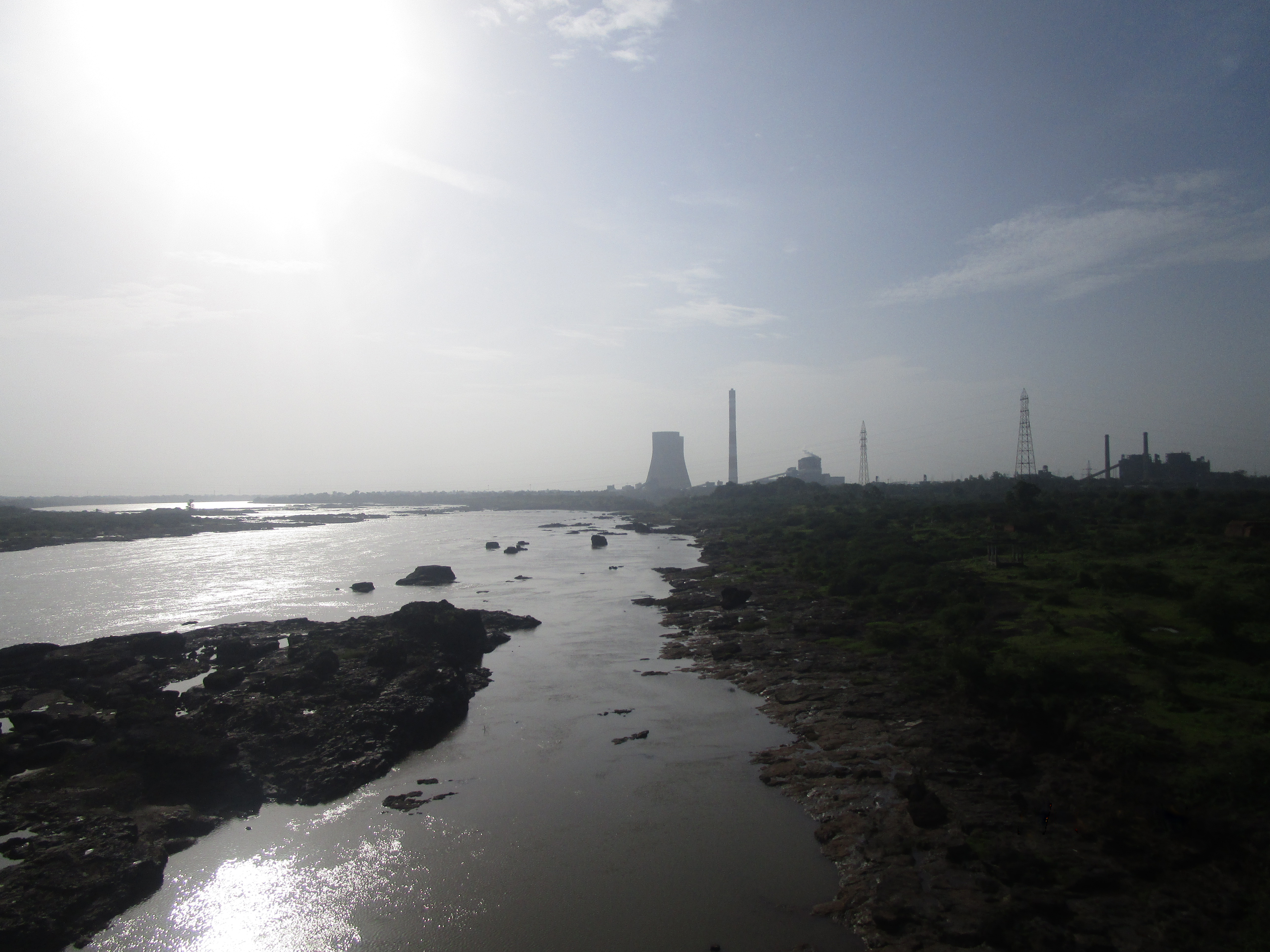
Річка Тапті в Дускхеде
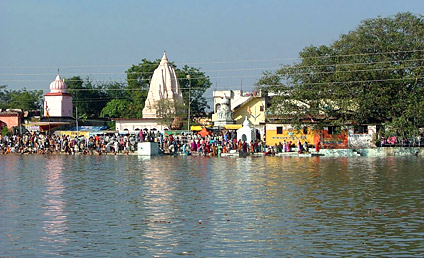
Річка Тапті в Мултаї
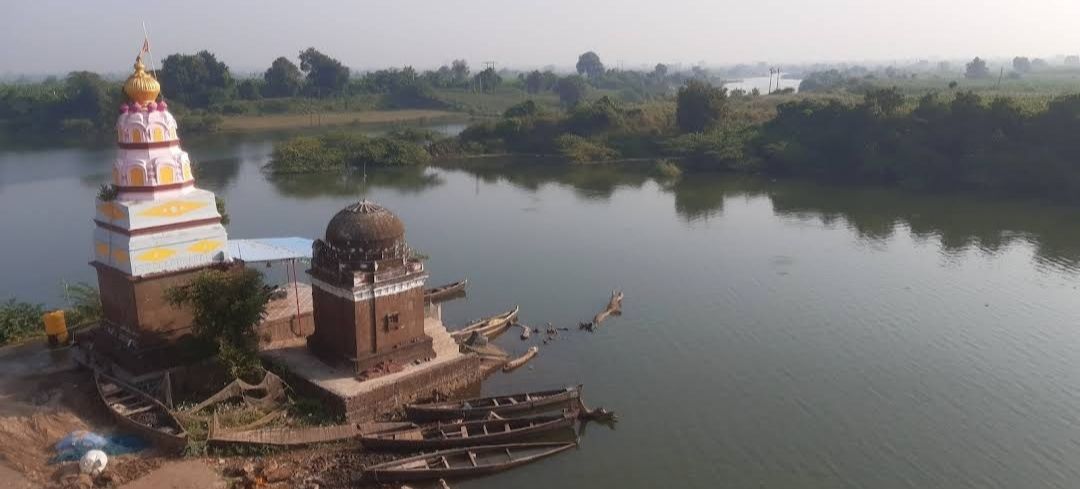
Річка Тапті в Тадолі
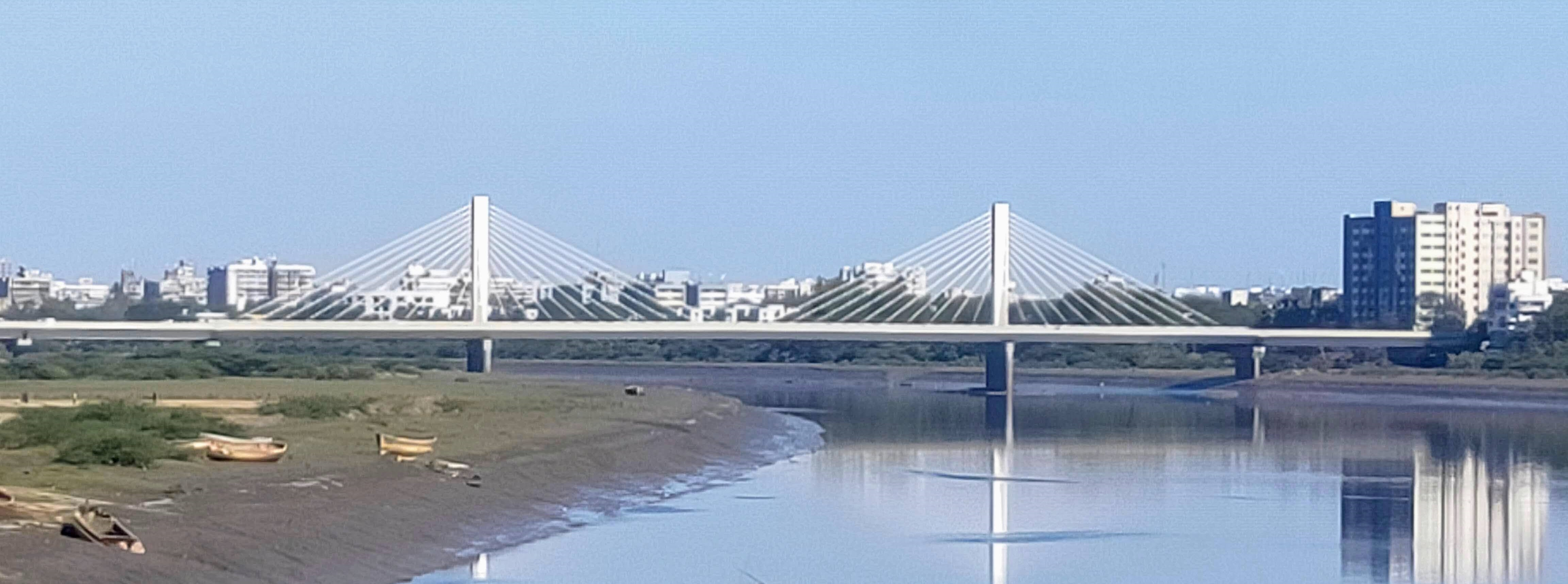
Вантовий міст
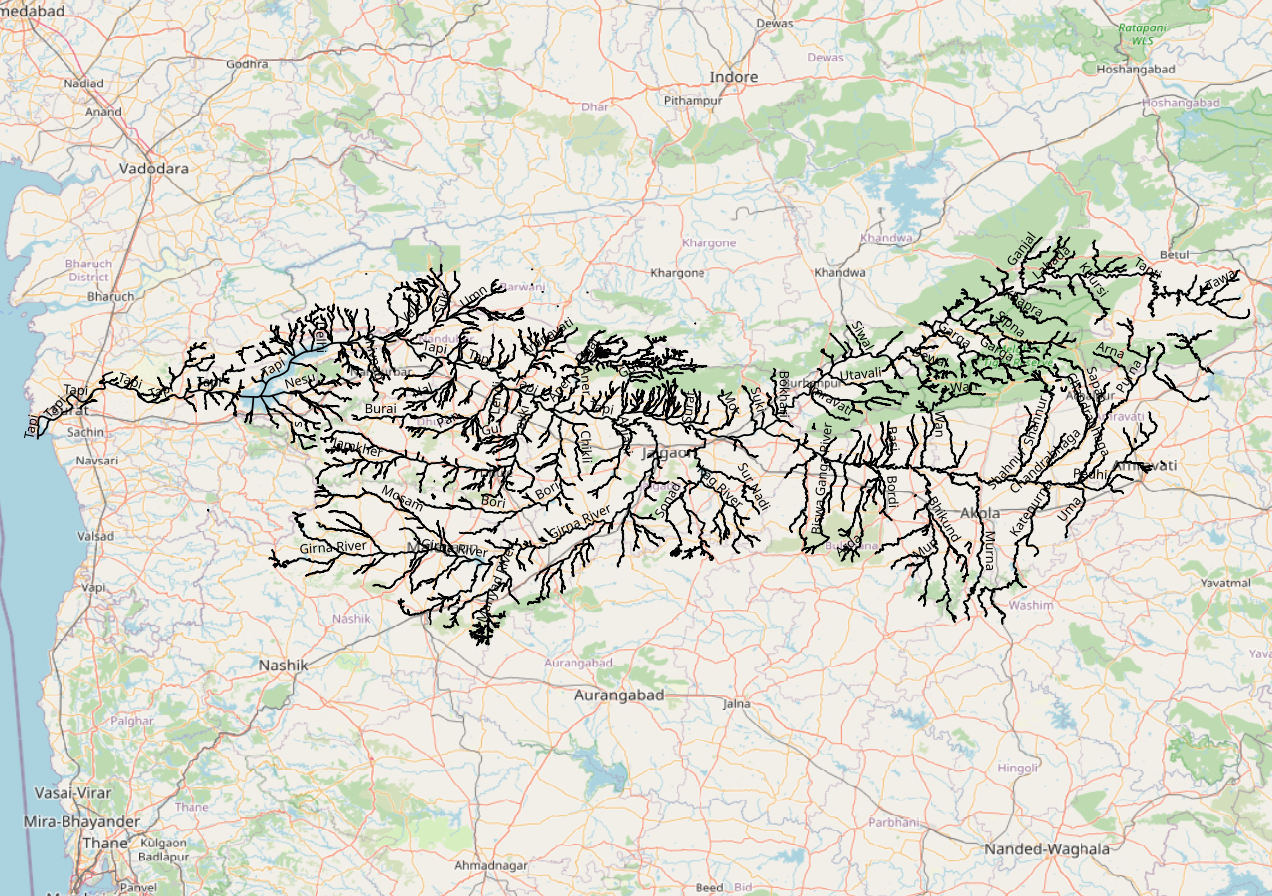
Басейн річки